# Michigantown
Michigantown és una població dels Estats Units a l'estat d'Indiana. Segons el cens del 2000 tenia 406 habitants.

## Demografia
Segons el cens del 2000, Michigantown tenia 406 habitants, 155 habitatges, i 117 famílies. La densitat de població era de 602,9 habitants/km².
Dels 155 habitatges en un 41,3% hi vivien nens de menys de 18 anys, en un 54,8% hi vivien parelles casades, en un 18,1% dones solteres, i en un 24,5% no eren unitats familiars. En el 22,6% dels habitatges hi vivien persones soles el 14,2% de les quals corresponia a persones de 65 anys o més que vivien soles. El nombre mitjà de persones vivint en cada habitatge era de 2,62 i el nombre mitjà de persones que vivien en cada família era de 3,03.
Per edats la població es repartia de la següent manera: un 30% tenia menys de 18 anys, un 6,7% entre 18 i 24, un 31,3% entre 25 i 44, un 16,5% de 45 a 60 i un 15,5% 65 anys o més.
L'edat mediana era de 34 anys. Per cada 100 dones de 18 o més anys hi havia 79,7 homes.
La renda mediana per habitatge era de 37.500 $ i la renda mediana per família de 45.625 $. Els homes tenien una renda mediana de 32.656 $ mentre que les dones 23.750 $. La renda per capita de la població era de 21.102 $. Entorn del 2,5% de les famílies i el 5% de la població estaven per davall del llindar de pobresa.

## Poblacions més properes
El següent diagrama mostra les poblacions més properes.